# Le Métais

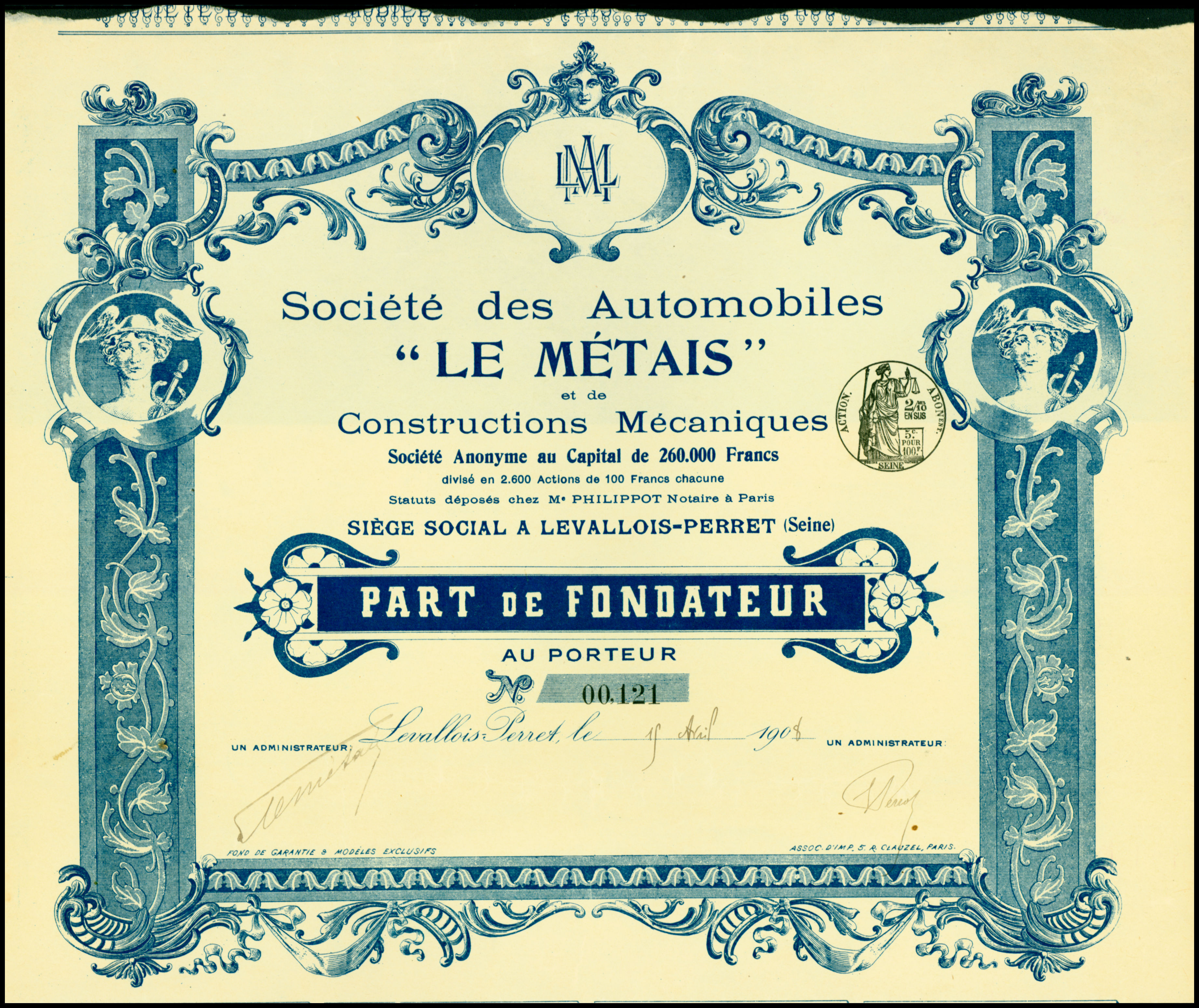
Part de Fondateur der Societe des Automobiles Le Métais vom 19. August 1908

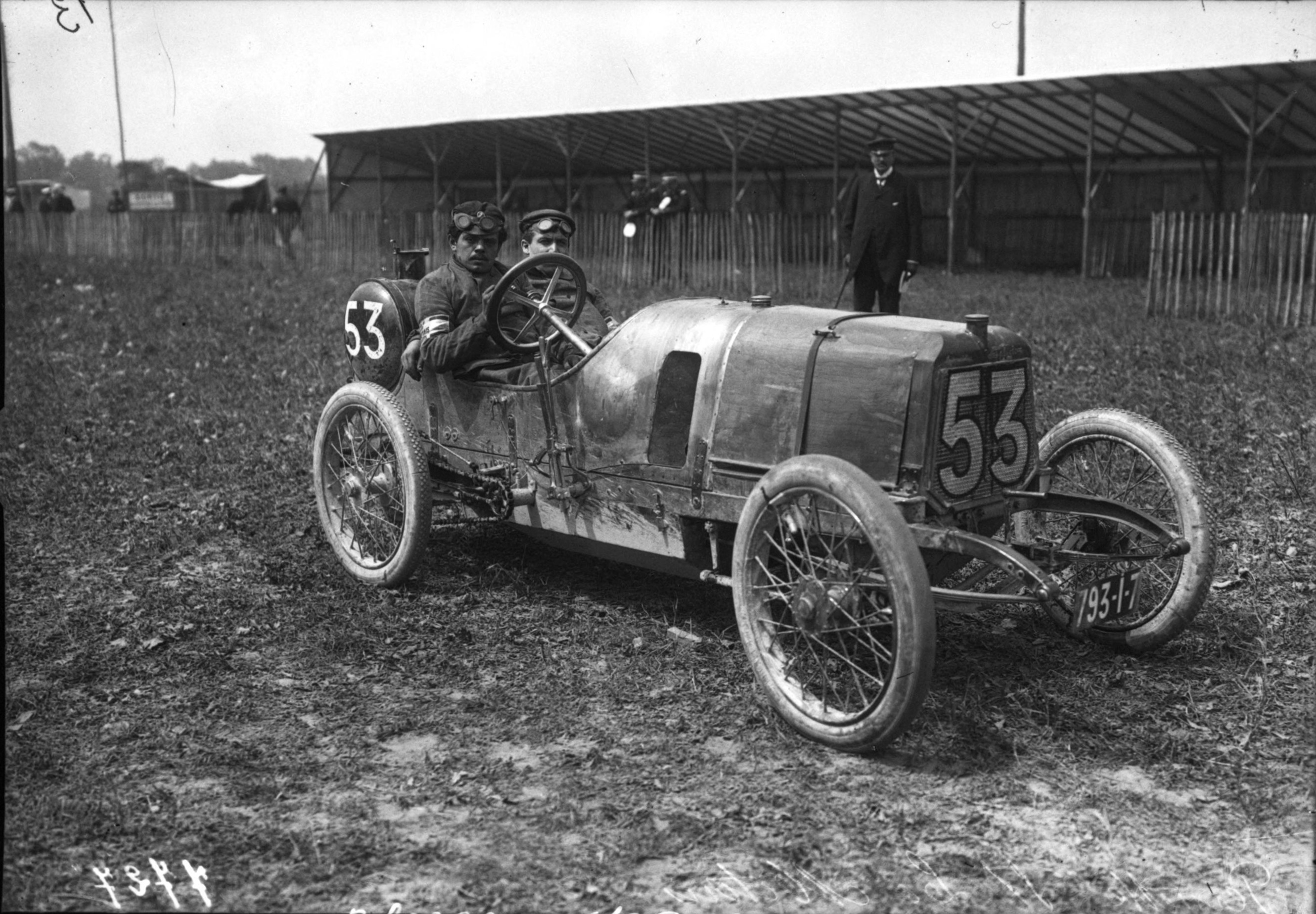
Pernette in seinem Le Métais beim Grand Prix des Voiturettes 1908 in Dieppe

Voiturettes Le Métais war ein französischer Hersteller von Automobilen.

## Unternehmensgeschichte
Louis Le Métais gründete 1904 das Unternehmen in Levallois-Perret und begann mit der Produktion von Automobilen. Der Markenname lautete Le Métais. Seine Schwäger Henri Godefroy und Émile Godefroy waren ebenfalls beteiligt. 1910 endete die Produktion. Henri Godefroy gründete daraufhin mit Levêque Godefroy et Levêque und Émile Godefroy gründete 1913 G.E.P.

## Fahrzeuge
Zunächst gab es Einzylindermodelle mit Einbaumotoren von De Dion-Bouton. Im Modell 9 CV wurde ein eigener Motor verwendet. Die Fahrzeuge waren mit einem Friktions- bzw. Reibradgetriebe ausgestattet und nahmen in den Jahren von 1906 bis 1908 auch an Autorennen teil. Ab 1907 wurden Modelle mit Zweizylindermotoren und Vierzylindermotoren von Gnôme et Rhône hergestellt.
Ein erhalten gebliebenes Fahrzeug war 1980 im Muséon di Rodo in Uzès ausgestellt.